# Kościół Zofii w Berlinie
Kościół Zofii (niem. Sophienkirche) – protestancka świątynia znajdująca się w Berlinie, w dzielnicy Mitte.

## Historia
Kościół został ufundowany przez królową Zofię Ludwikę, wzniesiono go w latach 1712-1713 jako kościół parafialny dla dzielnicy (niem. Stadtteil) Spandauer Vorstadt. Prawdopodobnie zaprojektował go Philipp Gerlach. Uroczysta konsekracja odbyła się 18 czerwca 1713. W latach 1729–1735 dobudowano wieżę, którą ufundował król Fryderyk Wilhelm I Pruski, a zaprojektował Johann Friedrich Grael. Za panowania Fryderyka II Wielkiego nadano mu, na cześć fundatorki, tytuł Sophienkirche. W 1833 dobudowano zakrystię, a w 1892 kościół przebudowano w stylu neobarokowym według projektu Friedricha Schulzego, Adolfa Heydena i Kurta Berndta.

## Architektura i wyposażenie
Świątynia barokowo-neobarokowa, salowa, z 70-metrową wieżą. Powierzchnia kościoła to ok. 500 m², pomieści on łącznie ok. 900 osób. Do ścian z trzech stron dobudowane są empory, które pomieszczą do 370 wiernych. Ambona pochodzi z roku 1712, a organy wzniósł w latach 1789-1790 Ernst Julius Marx.

## Stan obecny
Kościół obecnie pełni zarówno funkcje sakralne, jak i kulturowe. Prócz nabożeństw odbywają się w nim imprezy oraz koncerty, głównie organowe.

## Galeria

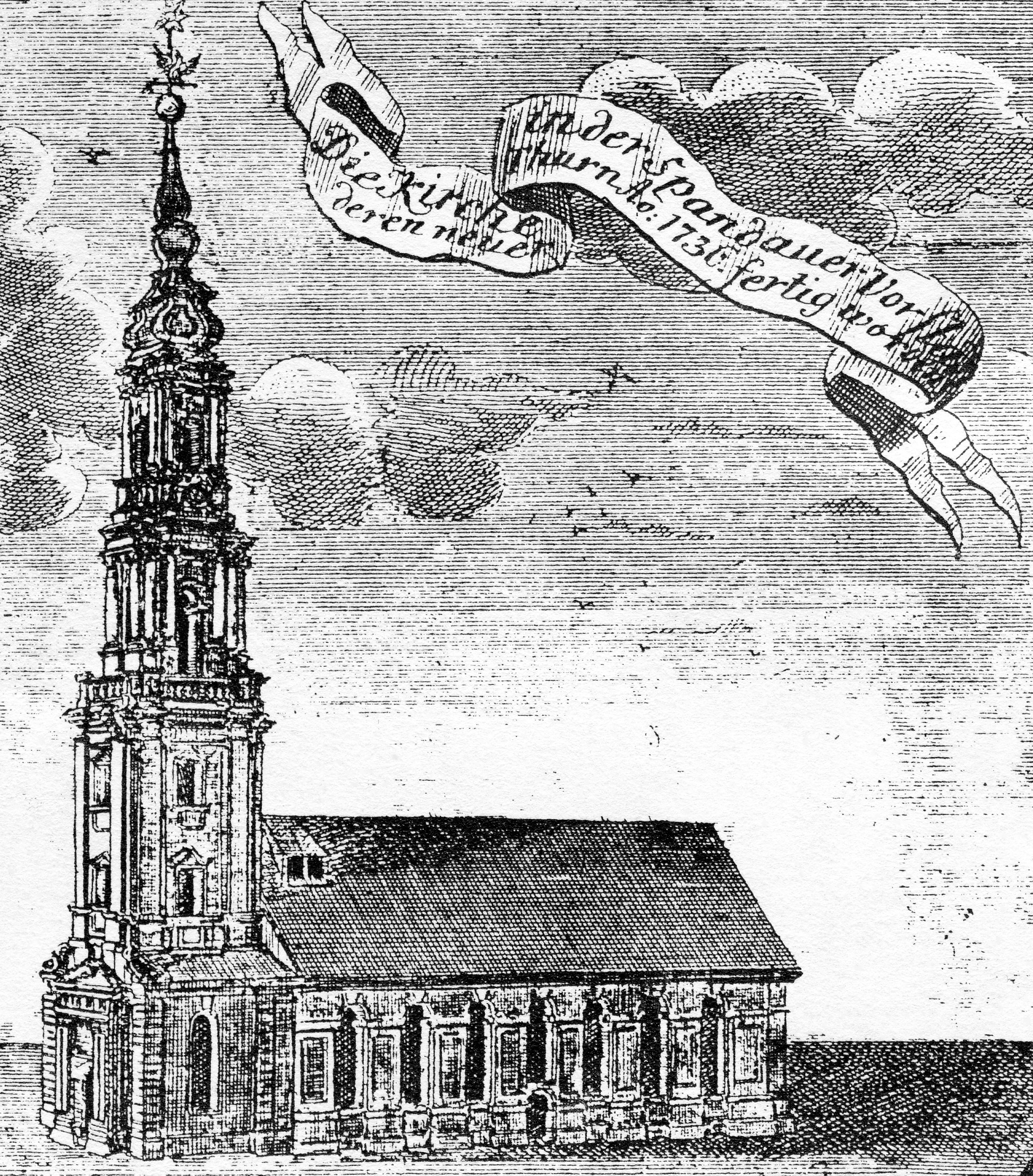
Kościół Zofii na rycinie z 1736
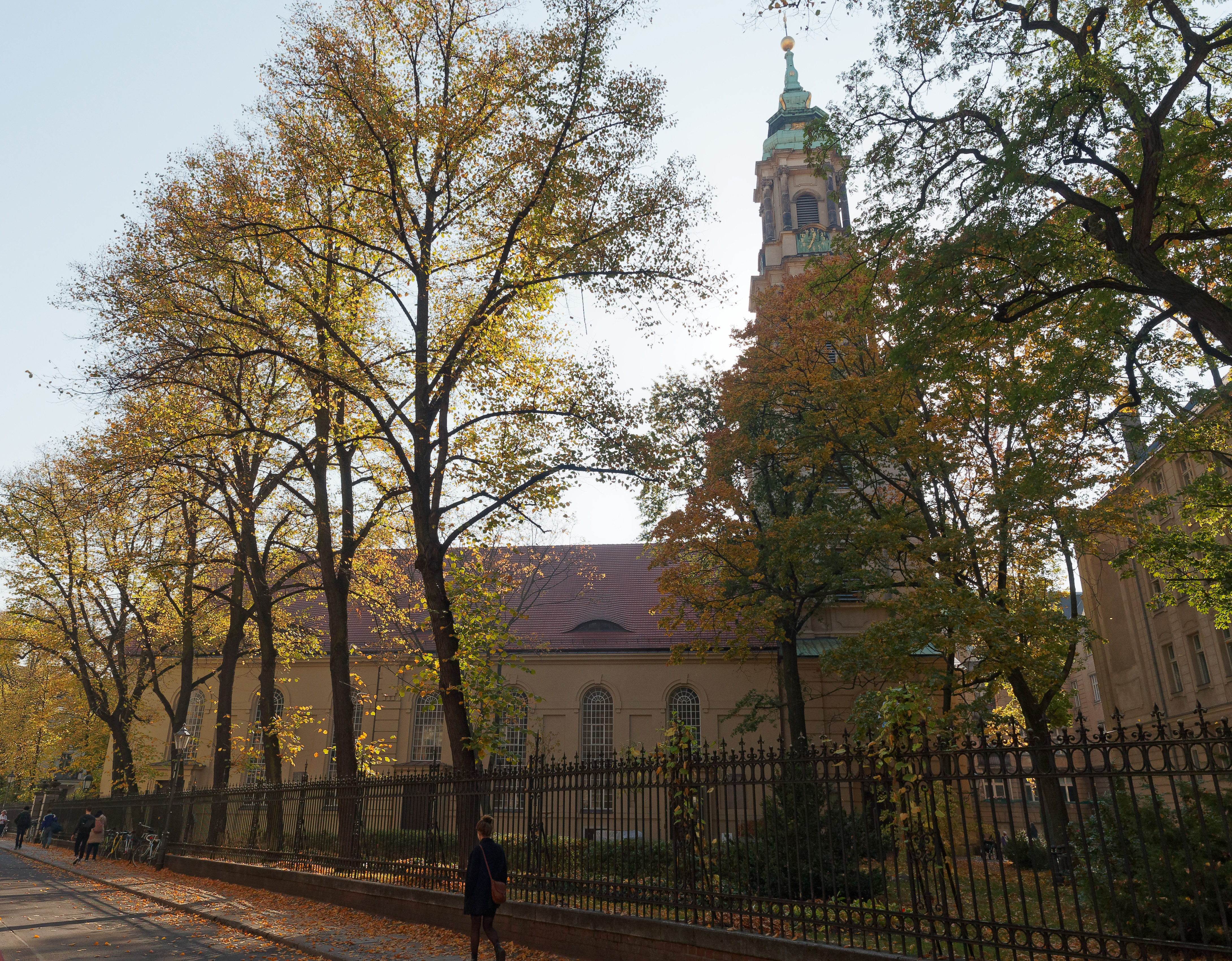
Widok z Sophienstraße
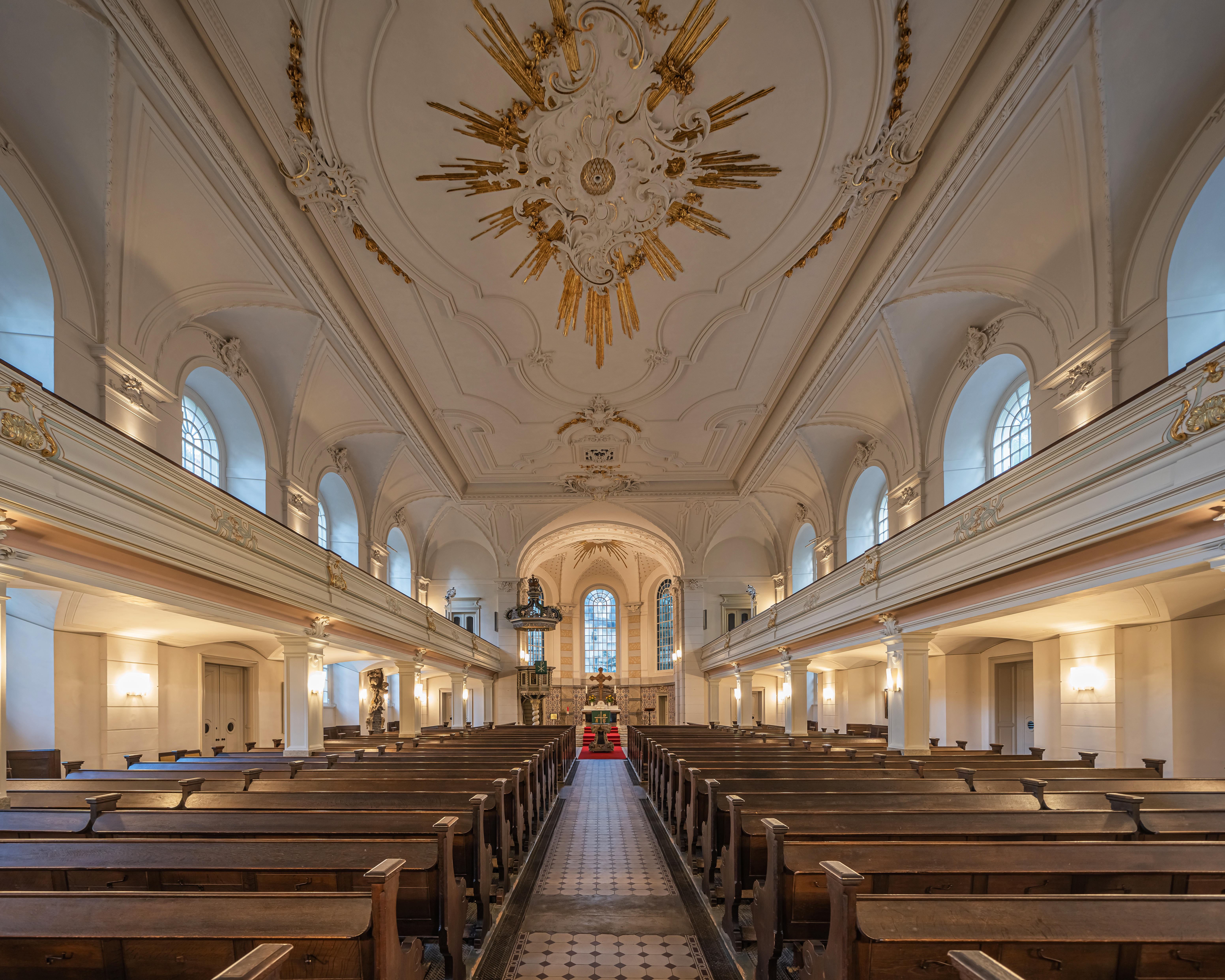
Wnętrze
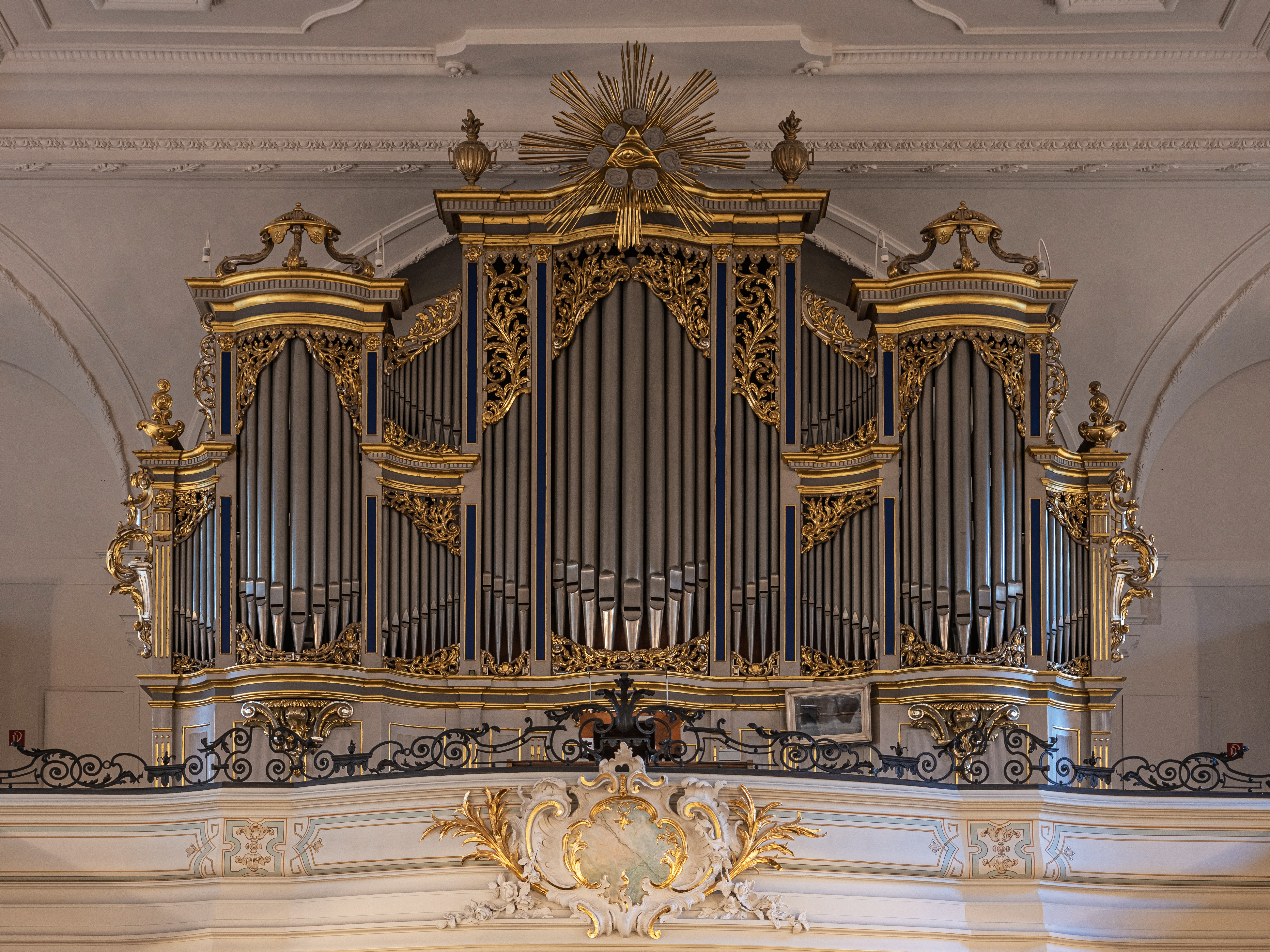
Organy
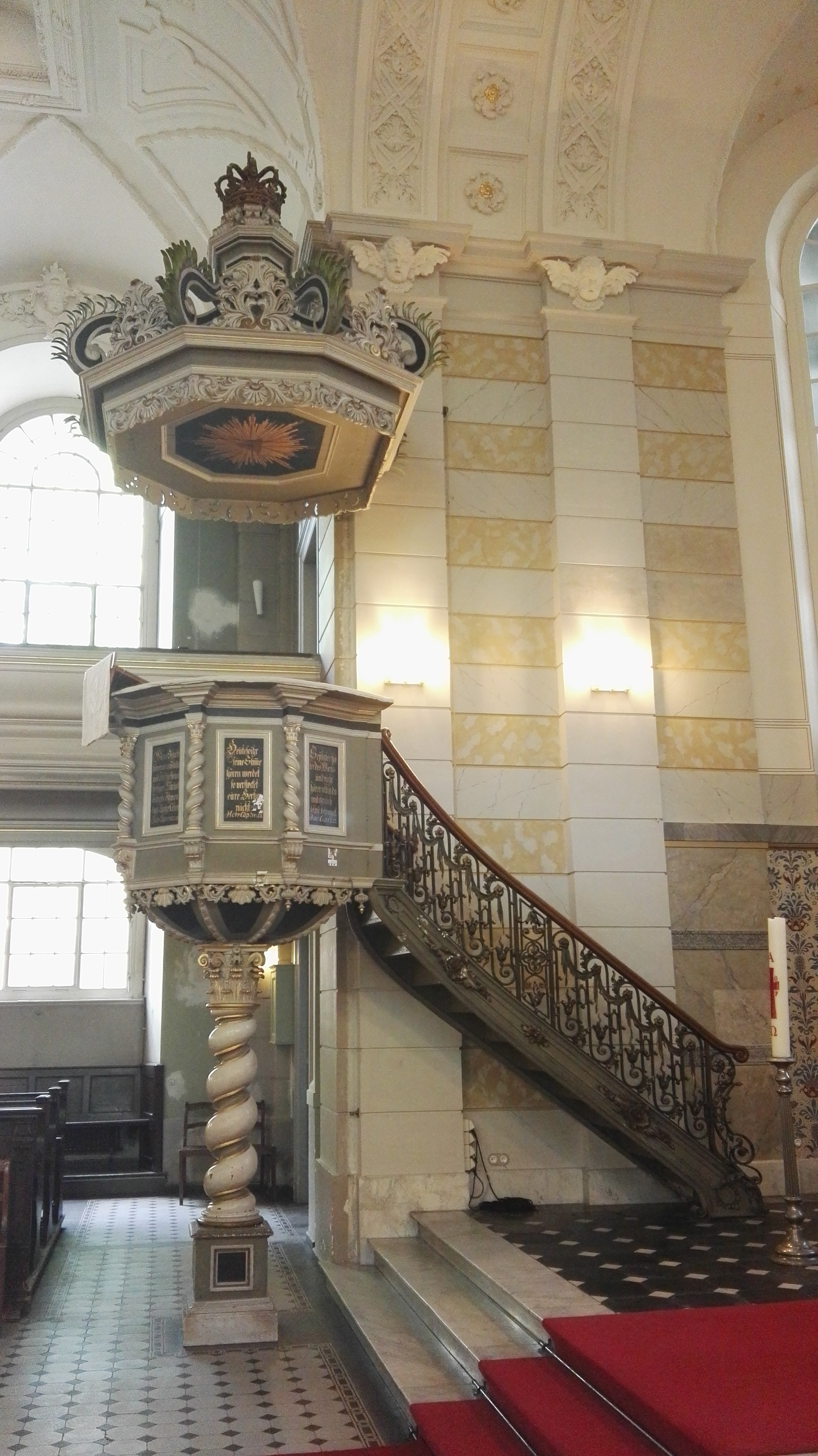
Ambona